# Quequén
Quequén es una ciudad ubicada al sur de la provincia de Buenos Aires, y en el sureste de Argentina respectivamente; su situación geográfica es 38 32´ Lat. S – 58 42´ Long. O. Separada de la ciudad de Necochea por el río Quequén Grande, tiene una altitud de 15.66 metros sobre el nivel del mar (cota de riel). Es una localidad y ciudad balnearia de la provincia de Buenos Aires, ubicada sobre la costa atlántica, que forma parte del municipio de Necochea.
Tiene 14 524 habitantes (Indec, 2001) y es uno de los principales puertos cerealeros de la Argentina.
Se encuentra ubicada a orillas del río Quequén Grande, vocablo que proviene del idioma de los pueblos originarios (Puelches), Kem Ken (barrancas altas) que le da el nombre.

## Historia

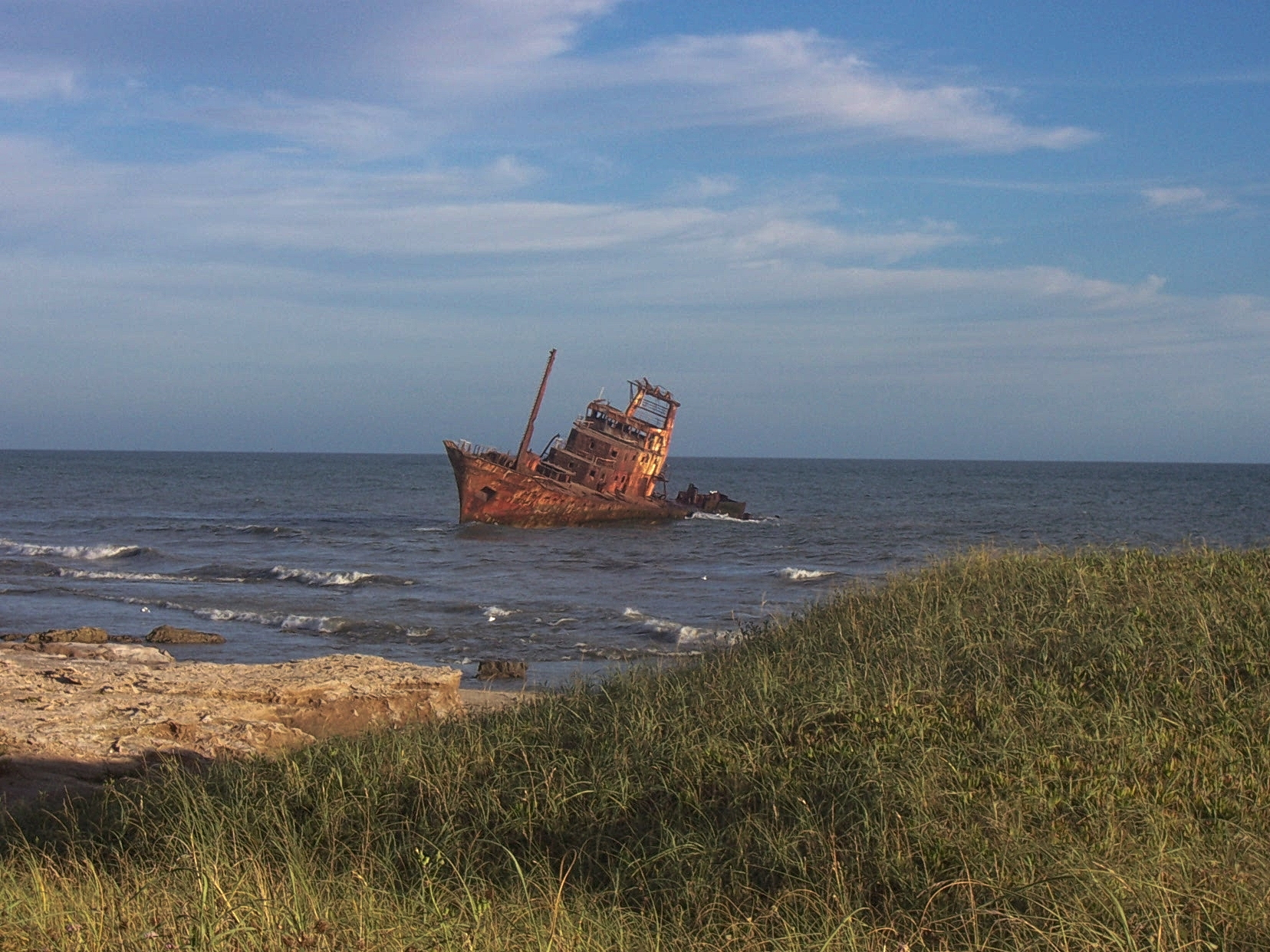
El Barco Espejo en la Bahía de los Vientos, postal típica de Quequén.

Los primeros europeos en llegar a estas tierras, fueron unos pocos soldados que acompañaban a Juan de Garay, segundo fundador de Buenos Aires, en una expedición al sur del río Salado en el año 1582.
Garay describió esas tierras como fértiles, y destacó la riqueza ganadera que presentaba la zona. 
El primer explorador y cartógrafo regional, el jesuita Cardiel en su célebre viaje y misión al Río de los Sauces (1748), impresionado por las barrancas del Quequén Grande anota en su diario: “otro río mas hondo y de más altas barrancas”  En 1748 el inglés Thomas Falkner misionero de la Compañía de Jesús,  reconoció la necesidad de construir un puerto en la desembocadura del río Quequén Grande para una mejor comunicación entre la costa y el interior de la provincia de Buenos Aires.
Fue fundada el 3 de agosto de 1854. Durante muchos años perteneció al partido de Lobería, hasta que en el año 1979, el gobierno militar en funciones resolvió anexar esta ciudad y el cercano balneario Costa Bonita al partido de Necochea (sin consulta popular) por ser linderos a la cabecera de este último.

### Deseos de autonomía
Son varios los pedidos de sus habitantes de ser autodeterminantes, es decir de administrar sus propios recursos. En el año 1854 en el paraje La Ballenera un grupo de vecinos pide formalmente la fundación de la ciudad de Quequén y que esta sea la cabecera de las Loberías Grandes, hoy Partido de Lobería, partido al cual perteneciera Quequén hasta el 22 de mayo de 1979, año del despojo que sufriera el Partido de Lobería cuando fue anexada la ciudad de Quequén al distrito de Necochea, registrada por Decreto Ley 9327 y refrendada por el entonces gobernador militar de la provincia de Buenos Aires, Ibérico Saint Jean.
La Unión Vecinal de Fomento de Quequén, fundada en 1933, afirma en sus estatutos que esta institución deberá luchar y gestionar la autonomía de este pueblo. La idea de "autonomía" comienza a madurar y a partir del año 1983 con el advenimiento de la democracia, se generan movimientos en favor de la separación del Partido de Necochea. Estos movimientos por la autonomía solicitan a los gobiernos municipales de entonces, a través de sus Concejos Deliberantes, un plebiscito. Las ordenanzas a favor del mismo fueron vetadas por los gobiernos justicialistas que gobernaron el partido de Necochea desde el año 83 hasta el 2003. En el año 2004, el entonces Intendente, Dr. Daniel Anselmo Molina (UCR) plasmó en realidad su promesa de campaña de realizar una consulta popular no obligatoria y no vinculante. 
En el año 2004 se llevó a cabo una consulta popular mediante el sistema de voto electrónico en la que el 93,9% de los quequenenses consultados votó a favor de integrar un partido autónomo. El 5,38% estuvo de acuerdo con seguir perteneciendo al partido de Necochea y un 0,63% eligió pasar a pertenecer al partido de Lobería a la formación de una Comisión a fin de realizar las gestiones ante la provincia. Así se crea la Comisión Pro Autonomía de Quequén, con la presidencia de la Unión Vecinal de Fomento. Dicha Comisión cesa en sus funciones en el año 2007. En 2009, la Unión Vecinal de Fomento crea un Foro Autonomista Permanente que comienza a gestionar la creación de un Nuevo Municipio en la Provincia de Buenos Aires. Actualmente, el proyecto de creación del municipio de Quequén se encuentra en el Senado de la Pcia de Buenos Aires y tiene estado parlamentario.
En el año 2011 se erigió la denominada "Carpa de la Esperanza" en cercanías del Puerto de Quequén. Allí, un importante grupo de vecinos autonomistas desarrolla actividades ligadas a la lucha por la creación del nuevo municipio de Quequén.
En el año 2012 Quequén inició acciones de protesta en la Ruta 2, como lo hizo Lezama para lograr su autonomía.

## Toponimia
Quequén es un derivado de la palabra de origen Puelche (gününa-këna) "kem-kem" que significa "barrancas altas"

## Economía
La economía de la ciudad de Quequén que tuvo el primer hotel turístico de Argentina, está principalmente relacionada con el puerto marítimo, desde donde se exportan cereales, pescados, troncos, aceites y subproductos de la industria aceitera. También el turismo brinda una buena fuente de ingresos.

La industria alimentaria llegó a ser una de sus principales fuentes de ingresos con fábricas como Sasetru, que llegaron a tener más de 2000 trabajadores, en la actualidad la industria del acopio y acondicionamiento de cereales y oleaginosas son las principales fuentes laborales de los quequenenses.

## Educación
En la ciudad tiene una sede la Universidad Nacional del Centro en donde los estudiantes pueden cursar la Licenciatura de Logística Integral y los primeros años de algunas de las carreras que la institución ofrece.

## Deportes
Los deportes más practicados en Quequén son el fútbol con tres equipos disputando La Liga Necochea de Fútbol como son el Club Ministerio de Obras Públicas, Club Defensores de Puerto Quequén y el Club Estación Quequén , este último participó del Nacional B 1988-89 transformándose en el único equipo de esta liga en llegar a este campeonato. 
Además el Surf y el Bodyboard son deportes muy practicados tanto para los Quequenenses como para los turistas que llegan en busca de buenas olas, ya que la playa de Quequén tiene una de las mejores olas del país.

## Estación Hidrobiológica de Puerto Quequén
La Estación Hidrobiológica de Puerto Quequén es un instituto de investigación y museo dependiente del Museo Argentino de Ciencias Naturales "Bernardino Rivadavia". Fue fundada con el fin de fomentar las investigaciones científicas del ecosistema marino, así como también dar divulgación de la fauna regional, principalmente marina, y colaborar en la formación de recursos humanos especializados en ciencias del mar.

## Vías de acceso

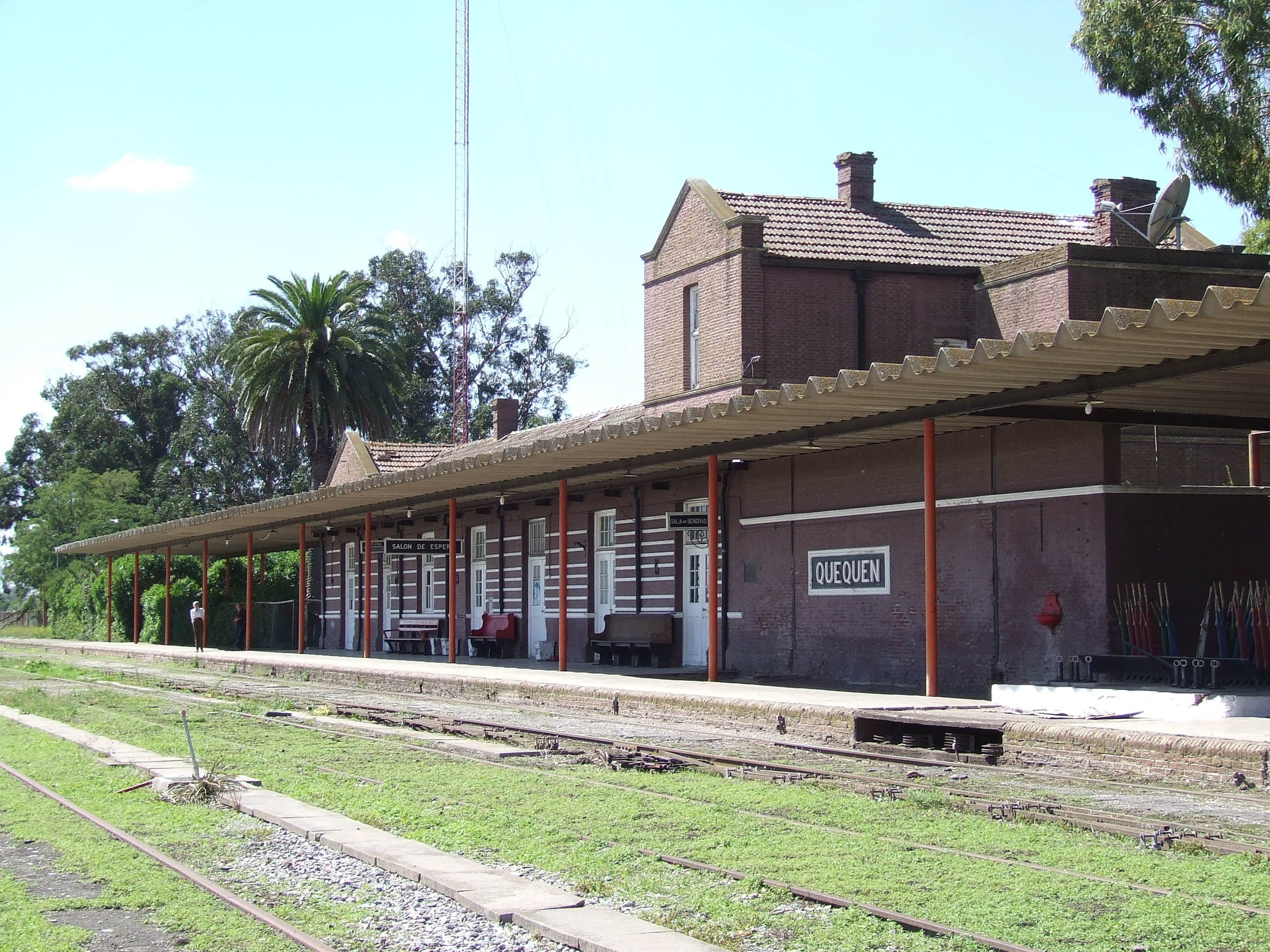
Estación ferroviaria.

Las principales vías de acceso son: la Ruta Provincial 88, que comunica a Quequén con las ciudades de Miramar y Mar del Plata; la Ruta Provincial 227, que la unen con Lobería y Balcarce. 
A su vez, está comunicada con la vecina ciudad de Necochea por medio de tres puentes:  el "Dardo Rocha",  el "Domingo Taraborelli" y el "Puente Hipólito Yrigoyen", uno de los dos puentes colgantes de Argentina, suspendido desde cuatro ejes. Fue inaugurado en 1929.
La ciudad cuenta asimismo con una estación de ferrocarril perteneciente a la Línea Roca, construida en 1892 por la compañía británica Ferrocarril del Sud. El ramal conectaba con la estación Necochea a través de un puente sobre el Río Quequén que fue cerrado en 1968. Desde entonces, Quequén pasó a ser la estación terminal. Aunque por cuestiones económicas, el ramal del tren también ha dejado de llegar a Quequén, quedando Mar del Plata como la estación terminal de dicha línea.

## Personalidades
- Dread Mar-I, nombre artístico de Mariano Javier Castro, cantante de reggae rock, reggae en español, ska y pop.

- Benedicto Campos, expiloto de automovilismo.

- Eduardo Berón, jugador de fútbol.

- Marcos Castro, piloto de automovilismo.

- José Saro "Kid Tutara" Giorgetti, exboxeador.

- Luis "Paquillo" Sánchez exjugador profesional de fútbol.

## Lugares turísticos

### El faro

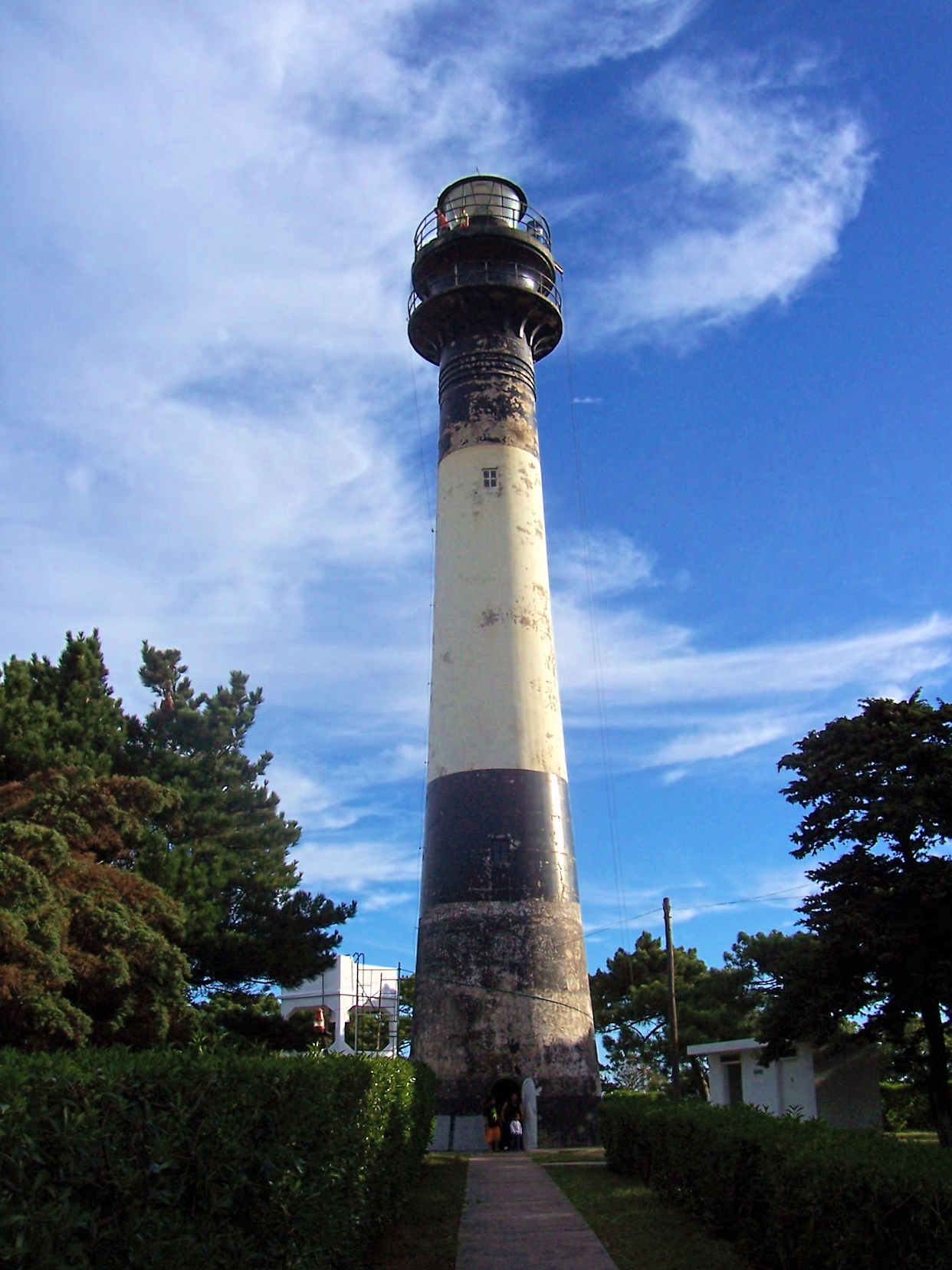
El faro de la localidad de Quequén.

Ubicado a pocas cuadras de la costa, el faro fue inaugurado el día 1 de noviembre de 1921. Con sus 34 m de altura, está a 64 m s. n. m. Su iluminación funciona con 400 watts de halógeno, lo que le proporciona un alcance de 45 km de distancia. 
Está abierto al público en general, los que pueden subir sus 163 escalones y desde arriba apreciar unos paisajes panorámicos increíbles.

### Playas
Las playas quequenenses presentan la particularidad de tener arena gruesa y por ser más amplias que las de Necochea. Sus dunas y en especial su tranquilidad la hacen un lugar único para disfrutar, principalmente por familias. Es elegida como destino por surfistas y por personas que gustan de la serenidad. Los principales Points de Surf en Quequén son cuatro.
La escollera de Quequén que es una buena alternativa cuando los vientos y el swell arruinan las olas en la escollera de Necochea. Es una ola pequeña pero de una forma casi perfecta. La Hélice – Monte Pasubio es un buen lugar para surfear ya que cuando se dan las condiciones perfectas, en esta playa rompe una de las olas de mayor calidad que se da en la Costa Atlántica. 
La Virazón es el point clásico de Quequén, aquí rompe un lindo pico de derechas e izquierdas dependiendo del viento que sople en ese momento. Finalmente, Jamming que está frente al Hostel con dicho nombre, hay una restinga de difícil acceso pero aquí rompe una ola especial, se ingresa desde un planchón de piedra al costado de los restos del barco hundido y se rema pasando el canal donde rompe un pico excelente.
Monte Pasubio posiblemente sea uno de los points de surf más famosos del país. Recibió ese nombre como consecuencia de haber encallado en el año 1924 el buque a vapor Montepasubio de bandera italiana, como consecuencia de las fuertes tormentas y vientos huracanados. Si bien el mismo fue desguazado, la proa del barco así como su hélice continúan en el mismo lugar a pesar del transcurso de los años y como vestigio del naufragio del mismo. Actualmente se encuentran en esta playa el centro turístico sustentable Monte Pasubio Comunidad, espacio abierto a todo público que se caracteriza por contar con instalaciones accesibles para personas con discapacidad y promover el desarrollo sustentable, es embajada de paz y un lugar ideal para quienes buscan servicios gastronómicos y entretenimiento junto al mar.
La plazoleta PINOCHO  sobre la cual se instalaron varios puntos panorámicos para divisar el mar y la entrada de los buques cargueros a Puerto Quequén.

### Costa Bonita

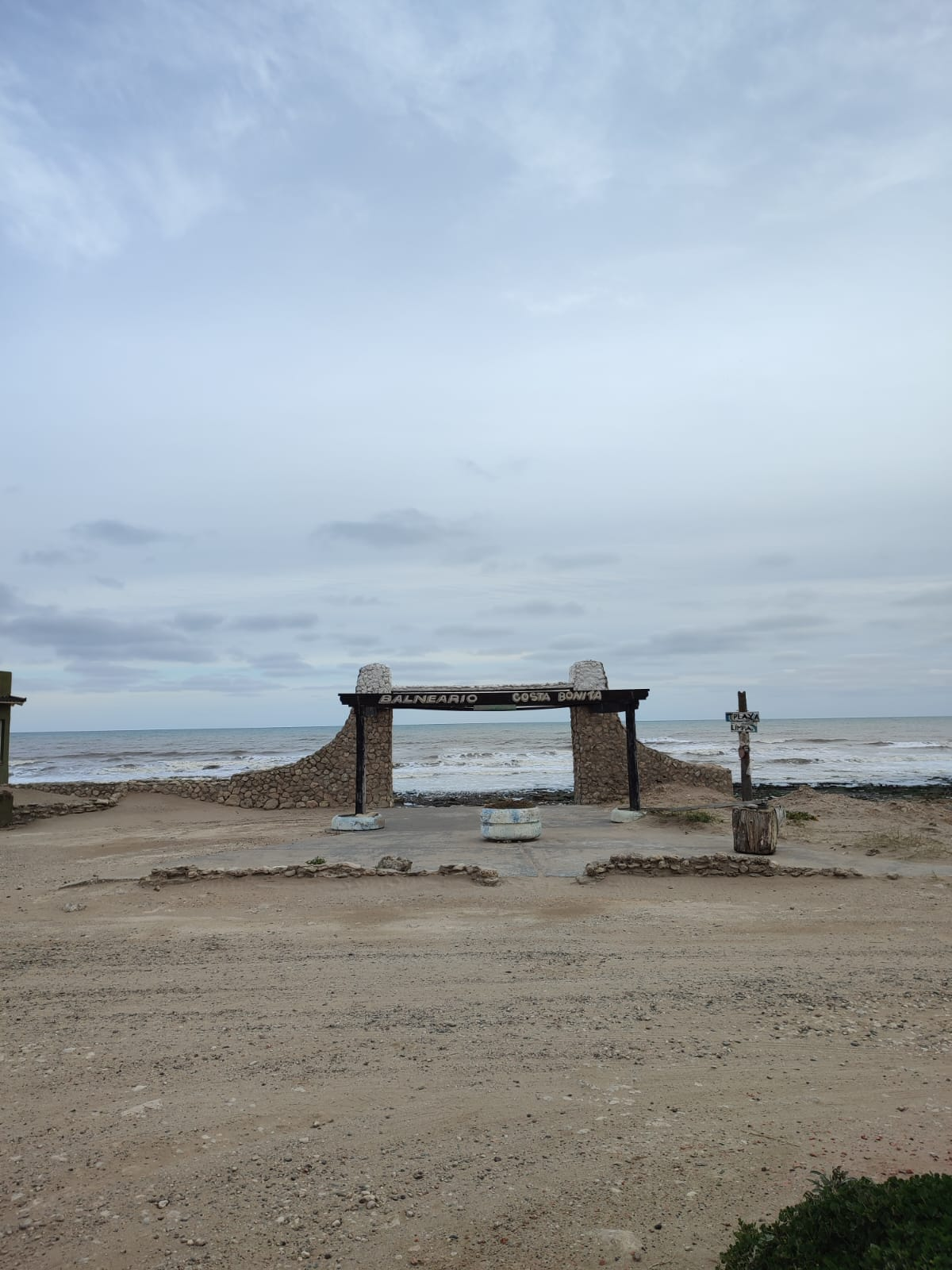
Costanera de Costa Bonita

Fundada en 1948 por Mario Corte, ubicado a unos seis kilómetros al norte de Quequén, se encuentra el Balneario Costa Bonita. Se puede acceder de dos formas: por la ruta RP 88, haciendo 5 km de tierra hasta el balneario o por el camino entoscado que bordea la costa. El paraje ofrece al turista playas amplias. Es un lugar solitario, por lo que es especial para las personas que buscan tranquilidad. Es un lugar de buena pesca deportiva.

### Bahía de los Vientos

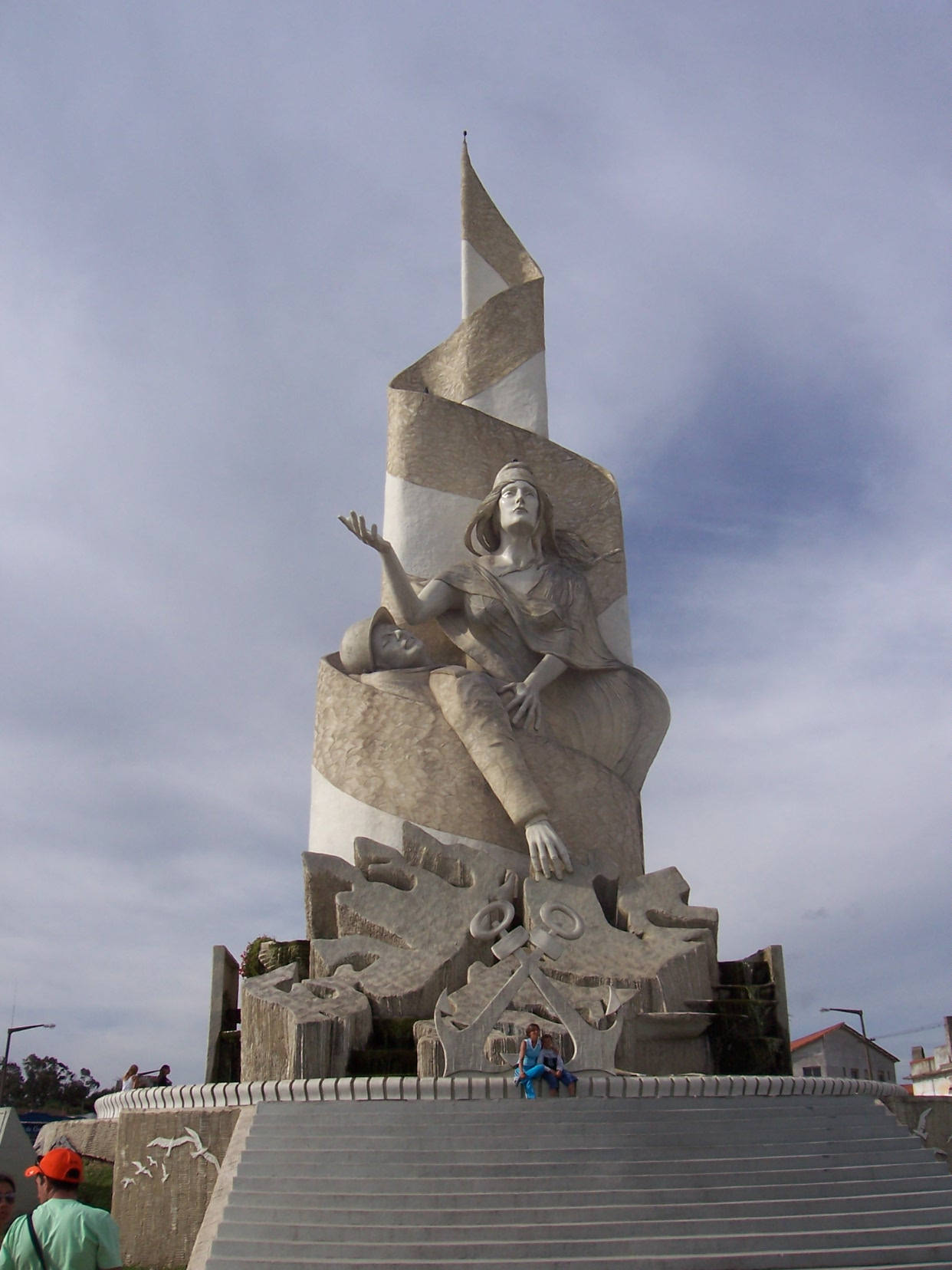
El monumento "Gesta de Malvinas", en la ciudad de Quequén.

Por el camino costero que une a Quequén con el paraje Costa Bonita se encuentra la Bahía de los Vientos. En ella se pueden observar casas de estilo mediterráneo; y lo más destacado es el barco espejo encallado en sus costas.

### Monumento a los Caídos en Malvinas
Construido como recuerdo a los caídos en Malvinas en octubre del año 1999, el monumento "Gesta de Malvinas" se encuentra ubicado en la localidad de Quequén, perteneciente al municipio de Necochea. El monumento, obra del escultor santafesino Andrés Oscar Mirwald, muestra una gran bandera argentina, de donde sale la Madre Patria sosteniendo a un soldado caído. En su parte inferior se observan las Islas Malvinas, y en sus laterales los escudos de las diferentes fuerzas militares que dieron intervención en el conflicto. Además se puede observar la poesía "HIJOS DE LA GLORIA", escrita por Daniela Laura González especialmente para la ocasión con motivo de un Concurso Nacional, convocado por el Centro Cultural Kem Kem cuyos cargos directivos ejercían: Carlos Alberto Bonserio, presidente, Abelardo Ezequiel López, Secretario y José Gálvez Melo, Tesorero. Quedando elegida entre cientos de poesías de todo el país. Los nombres de los soldados oriundos del partido de Necochea están escritos a la izquierda del monumento.

### Hospital Irurzun
El Hospital Nacional “José Irurzun” se inauguró el 10 de febrero de 1947, la ceremonia fue presidida por el gobernador de la Provincia de Buenos Aires, coronel Domingo A. Mercante y el secretario de Salud Pública de la Nación Dr. Ramón Carrillo. En el discurso de inauguración se destacó la generosidad de la familia Loidi y la participación del Dr. Carlos Alberto Pueyrredón albacea testamentario del Dr. José Irurzun. Enfatizó el Dr. Carrillo el nombramiento del Dr. José Brun como jefe de cirugía pues esa área era la fundamental en el funcionamiento de un hospital. Pasó a la Provincia en 1969 y fue municipalizado durante el gobierno militar en 1980 por decreto del entonces Intendente o Comisionado de Necochea Percario.

### Submarino Nazi U-Boot IX C
Un Submarino Nazi de la clase IX C, fue descubierto a 4,2 kilómetros de distancia de las playas bonaerenses de Costa Bonita y Arenas Verdes, a unos 28 metros de profundidad.

## Parroquias de la Iglesia católica en Quequén
| Diócesis  | Mar del Plata               |
| --------- | --------------------------- |
| Parroquia | Nuestra Señora de la Merced |